# Rebecca Zadig
Rebecca Zadig, née le 27 juillet 1982, est une chanteuse suédoise et mexicaine qui se produit parfois en conjonction avec Arash. Ensemble, ils ont composé les chanson Temptation et "Près de toi" en featuring avec Najim